# Didymosella inopinata
Didymosella inopinata is een mosdiertjessoort uit de familie van de Didymosellidae. De wetenschappelijke naam van de soort is voor het eerst geldig gepubliceerd in 1986 door d'Hondt.